# Shinigami-kun
Shinigami-kun (死神くん?) es una serie de drama japonesa, originalmente transmitida por la televisiva TV Asahi desde el 19 de abril hasta el 20 de junio de 2014. Se basa en el manga homónimo de Kōichi Endō. El guionista fue Hiroshi Hashimoto, conocido por películas como Thermae Romae 2 (2014) y Biri Gyaru (2015). Satoshi Ōno, miembro del grupo idol Arashi, interpretó el papel principal con Mirei Kiritani y Masaki Suda en papeles secundarios. Tuvo una audiencia promedio de 9.7%.

## Argumento
Shinigami-kun (Satoshi Ōno), también conocido como Shinigami-kun #413, es un shinigami novato cuyo trabajo es informar a las personas de su inminente muerte y llevar sus almas al mundo de los espíritus una vez que mueran. Tiende a aparecer con la frase distintiva de "¡Felicidades! Estoy aquí para visitarlo". Sin embargo, debido a que aún es un shinigami novato, tiene una tendencia a tomar decisiones sesgadas hacia el lado humano, rompiendo la regla de su mundo y haciendo que sea reprendido por su superior.

## Reparto

### Principal
- Satoshi Ōno como Shinigami-kun, un shinigami novato
- Mirei Kiritani como Kanshi-kan, una shinigami supervisora
- Masaki Suda como Akuma, un demonio
- Yutaka Matsushige como Shunin, un supervisor

### Invitados
- Riho Takada como Mami Kobayashi (ep. 1)
- Shū Watanabe como Naoyuki Sanjō (ep. 1)
- Kei Yamamoto como Tomekichi Satō (ep. 5)
- Yū Takahashi como Sayaka Kirino (ep. 6)
- Tetsuko Kuroyanagi (ep. 7)
- Noriko Nakagoshi como Miho Uchida (ep. 8)

## Episodios
| # | Título | Estreno             |
| - | --- | ------------------- |
| 1 | «¡He recogido un corazón hermoso! Tu vida se encuentra a 3 días de terminar» «Kokoro bijin omukae ni mairimashita! Anata no inochi wa ato 3-nichi saigo wa boku ga hata ni iru» (心美人お迎えに参りました!あなたの命はあと3日 最期は僕が傍にいる) | 18 de abril de 2014 |
| 2 | «El nacimiento del demonio, ¡¿Un hombre que se venga del matón en su Death Note?!» «Akuma tanjō, desunōto de jōshi no ijime ni fukushū suru otoko!?» (悪魔誕生 デスノートで上司のいじめに復讐する男!?)                                            | 25 de abril de 2014 |
| 3 | «Dos días de vejez y el escape del amor hacia el mar ~Shinigami vs demonio» «Ano umi e yomei 2-nichi no reijō to ai no tōhikō 〜Shinigami VS Akuma» (あの海へ 余命2日の令嬢と愛の逃避行〜死神VS悪魔)                                              | 2 de mayo de 2014   |
| 4 | «La selección de Dios en un incendio de habitación cerrada... ¡¿El destino de las cinco personas dejadas atrás?!» «Kami no sentaku misshitsu kasai… torinokosa reta 5-ri no unmei wa!?» (神の選択 密室火災…取り残された5人の運命は!?)             | 9 de mayo de 2014   |
| 5 | «La feliz pareja de ancianos ~¡El demonio le susurra al nieto sobre el fraude!» «Rōfūfu no shiawase ~Oreore sagi no mago ni akuma ga sasayaku…!!» (老夫婦の幸せ ～オレオレ詐欺の孫に悪魔が囁く…!!)                                                | 23 de mayo de 2014  |
| 6 | «¡¿Un engaño exitoso?! ~Una buena mujer a la que le importan 10 millones de estafadores» «Damasa re jōzu!? ~Kekkon sagi-shi ni 1000 man mitsugu ī on'na» (だまされ上手!? ～結婚詐欺師に1000万貢ぐいい女)                                          | 30 de mayo de 2014  |
| 7 | «¡¿La batalla de la Emperatriz contra el mundo del entretenimiento...!? La última canción del cantante» «Geinō-kai no nyotei batoru…!? Eikō no ninki kashu no saigo no uta» (芸能界の女帝バトル…!? 栄光の人気歌手の最期の歌)                      | 6 de junio de 2014  |
| 8 | «¡El último capítulo! Pimientos dulces y mi vida» «Sai shūshō!! Pīman to bokunoikirumichi» (最終章!! ピーマンと僕の生きる道) | 13 de junio de 2014 |
| 9 | «¡Adiós, shinigami piadoso! El final está cerca de mí» «Saraba yasashī shinigami!! Saigo wa boku no hata ni ite» (さらば優しい死神!! 最期は僕の傍にいて)                                                                                          | 20 de junio de 2014 |